# Auguste Piccard

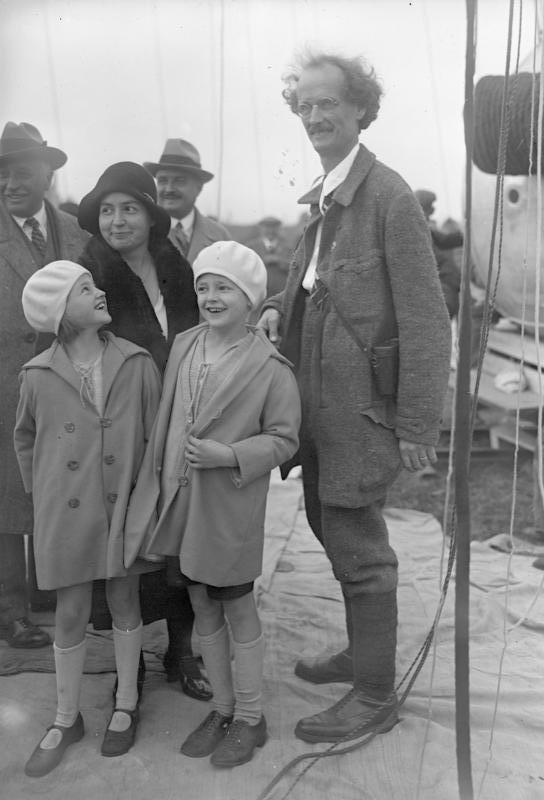
Auguste Piccard con su esposa e hijas, en 1931.

Auguste Antoine Piccard (Basilea, Suiza, 28 de enero de 1884-Chexbres, Suiza, 24 de marzo de 1962) fue un inventor y explorador suizo, además de profesor de física en las universidades de Zúrich y Bruselas.

## Biografía
Auguste y su hermano mellizo, Jean Felix Piccard, eran naturales de Basilea, Suiza.

### Estudios
Estudió en la facultad de Filosofía II (ciencias naturales) en la Universidad de Basilea. Ya en 1904 publicó su primer trabajo científico: Nouveaux essais sur la sensibilité géotropique des extrémités des racines (Nuevos ensayos sobre la sensibilidad geotrópica de las extremidades de las raíces). En 1910, obtiene su doctorado. En 1922, fue nombrado profesor de Física en la facultad de Ciencias aplicadas de la Universidad libre de Bruselas, donde realizó sus primeros ensayos de vuelos en globo por la estratósfera, hasta 16 km de altura, siendo el primero en utilizar una aeronave presurizada.

## Estratosfera
Fue conocido, sobre todo, por la ascensión junto a su mujer —que era fotógrafa— a la estratosfera en una cápsula presurizada colgada de un globo, donde llegó a alcanzar los 15 971 metros de altura, partiendo de Augsburgo el 27 de mayo de 1931 con su asistente Paul Kipfer. El 18 de agosto de 1932, repitió el experimiento con Max Cosyns en Dübendorf, alcanzando un nuevo récord de 16 200 metros. Estudió los rayos cósmicos y los estratos ionizados de las capas altas de la atmósfera (estratósfera).
El acontecimiento fue recogido por la revista "Popular Science" en su edición de agosto de 1931; en la página 23 se narra lo siguiente: 

«Piccard y su asistente encontraron rayos cósmicos, radiaciones misteriosas del espacio exterior, mucho más poderosas que en la superficie de la tierra, y midieron su intensidad. Los exploradores atraparon muestras del aire superior, "aire azul", como Piccard informó que apareciera, en cilindros. El análisis puede demostrar que es excepcionalmente rico en ozono, el gas azul intenso supuestamente responsable de la capa Heaviside o "techo de radio"». También se menciona en el mismo artículo:  «A través de las ventanillas, los observadores vieron la tierra [...]. Lucía como un disco plano con los bordes levantados. Al nivel de 10 millas, el cielo mostró un azul profundo y oscuro».

## Descenso al mar
En 1937, presentó su invento de un batiscafo. En 1947, empezó sus experiencias para el estudio de las grandes profundidades en los aparatos denominados batisfera y batiscafo. Logró llegar a una profundidad de 3150 m el 30 de septiembre de 1953 cerca del archipiélago de Cabo Verde. A partir de él, siguió la saga familiar con grandes exploradores, ya que su hijo, Jacques Piccard, fue pionero al alcanzar la máxima profundidad marina en un batiscafo. También su nieto, Bertrand Piccard, junto a Brian Jones, fueron los primeros en circunvalar el globo terráqueo sin escalas con un aerostato en 1999.

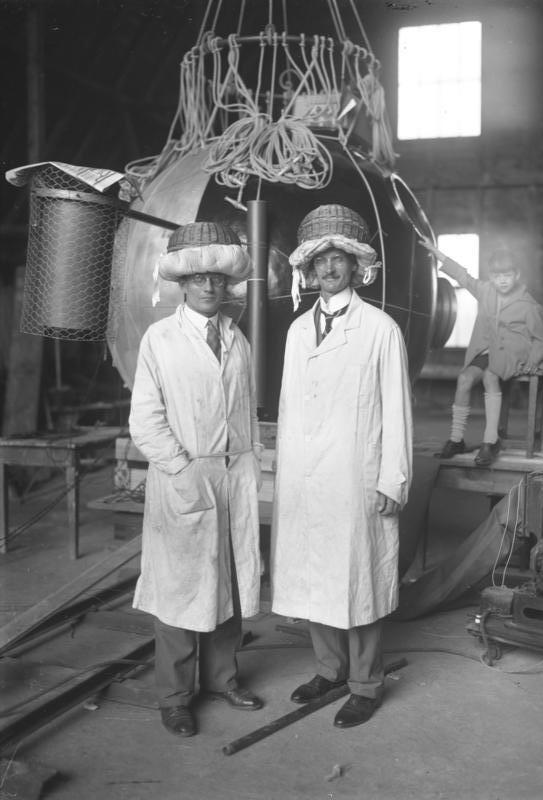
Auguste Piccard y Paul Kipfer, con cascos de protección improvisados, septiembre de 1930

## Muerte
Falleció a los 78 años, el 24 de marzo de 1962, por un infarto de miocardio, en su casa de Lausana, Suiza.

## Obra
- 1954. Über den Wolken, unter den Wellen. Brockhaus.

Existe edición en español titulada Sobre las nubes, bajo las olas.

## En la cultura popular
- Sirvió de inspiración al dibujante de cómic Hergé en la creación del Profesor Tornasol, personaje de Las aventuras de Tintín.
- También se basa en él (y en su gemelo Jean) el capitán Jean-Luc Picard de Star Trek.

## Literatura
- Susanne Dieminger, Roland Jeanneret. Piccard: Pioniere ohne Grenzen. Con un prólogo de Richard Branson. Weltbild, Olten 2014, ISBN 978-3-03812-517-4.